# برنامج البحث عن الكواكب واسع الزاوية
برنامج البحث عن الكواكب واسع الزاوية (WASP) هو اتحاد دولي يضم العديد من المنظمات الأكاديمية يقوم بالبحث عن كوكب خارج المجموعة الشمسية باستخدام طريقة العبور مستخدماً أجهزة تصوير ذات زاوية فائقة الانفراج. وتستخدم مجموعة من التلسكوبات الآلية تهدف إلى مسح السماء بأكملها، في وقت واحد ورصد الآلاف النجوم ذات قدر ظاهري من حوالي 7 إلى 13. بدأ مشروع واسب في عام 1999 كمشروع تعاوني بين جامعة كوين وجامعة سانت اندروز.